# Districtul Fak Tha
Fak Tha (în thailandeză ฟากท่า) este un district (Amphoe) din provincia Uttaradit, Thailanda, cu o populație de 15.128 de locuitori și o suprafață de 632,689 km².

## Componență
Districtul este subdivizat în 4 subdistricte (tambon), care sunt subdivizate în 33 de sate (muban).
| Nr. | Nume      | În thailandeză | Sate | Locuitori |
| --- | --------- | -------------- | ---- | --------- |
| 1.  | Fak Tha   | ฟากท่า          | 11   | 5,190     |
| 2.  | Song Khon | สองคอน         | 11   | 3,379     |
| 3.  | Ban Siao  | บ้านเสี้ยว        | 06   | 3,392     |
| 4.  | Song Hong | สองห้อง         | 05   | 3,167     |